# 鷲神社 (台東区)
鷲神社（おおとりじんじゃ）は、東京都台東区千束3丁目にある神社である。「おとりさま」の通称でも呼ばれ、11月の例祭は「酉の市（とりのいち）」として広く知られる。

## 祭神
- 天日鷲命
- 日本武尊

## 歴史
言い伝えによれば、古来この地に天日鷲神が祀られており、その神社に日本武尊が東征の折に戦勝を祈願したとされるが、実際は隣接する長国寺に祀られていた鷲宮に始まるという。江戸時代中期から酉の市で知られ、東京都足立区花畑7丁目の大鷲神社の「おおとり」に対し、鷲神社は「しんとり」と称された。明治初年の神仏分離に伴い、長国寺から独立し鷲神社となった。

## 所在地
- 東京都台東区千束三丁目18番7号

## アクセス

### 鉄道
- 東京メトロ日比谷線 入谷駅又は三ノ輪駅から徒歩10分程度
- つくばエクスプレス 浅草駅から徒歩10分程度

### バス
- 都バス都08千束
- 台東区循環バスめぐりん「北めぐりん」30番 台東病院バス停から徒歩3分程度

なお、めぐりんは酉の市の期間中は交通規制により台東病院停留所を迂回するため28番の千束二丁目が最寄りとなる。

## ギャラリー
- 叉木と大熊手（2010年1月撮影）
- 叉木（2010年1月撮影）
- 神楽殿と社殿（2010年1月撮影）
- 社殿（2010年1月撮影）
- 手水舎（2010年1月撮影）